# Holsteinbruch
Holsteinbruch (auch Hofmannsbruch)  ist ein Gemeindeteil der kreisfreien Stadt Nürnberg in Mittelfranken, trotz der Tatsache, dass die Einöde bereits wüst gefallen ist. Von Bedeutung ist der Hohlsteiner Steinbruch, der ein geschütztes Naturdenkmal ist.

## Geographie

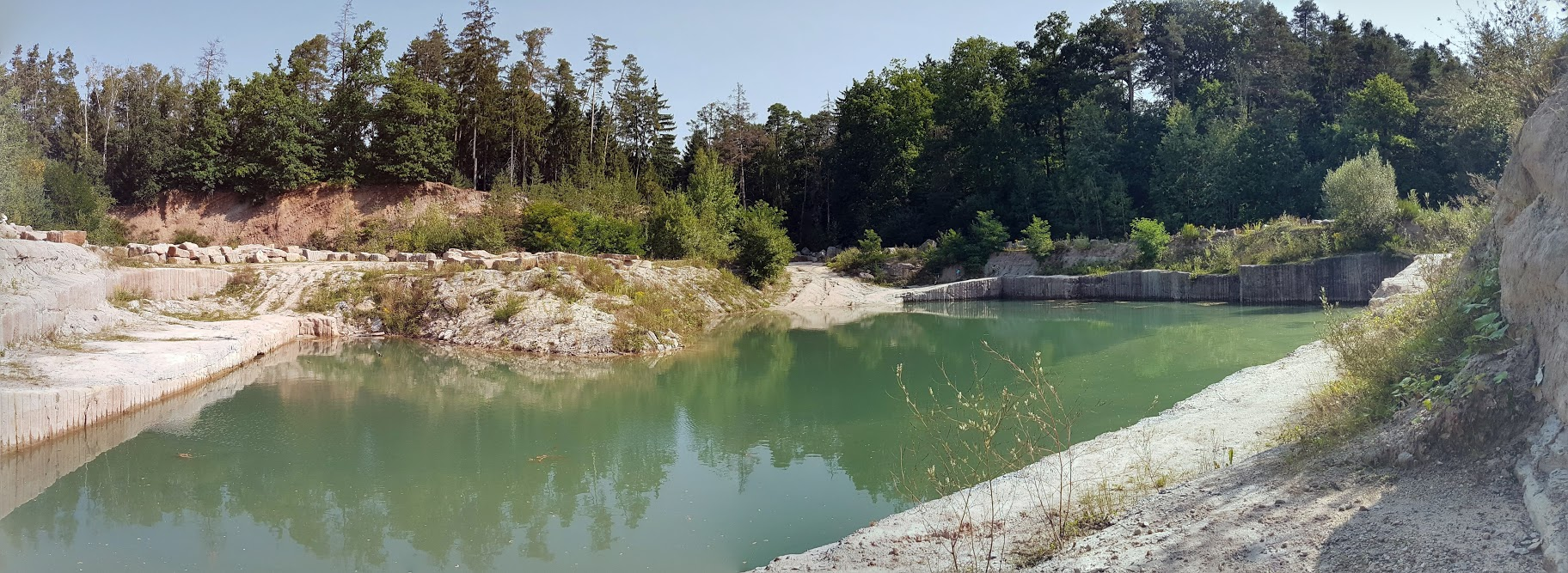
Hohlsteiner Steinbruch bei Worzeldorf (2017)

Der Steinbruch liegt im südlichen Stadtgebiet (Südliche Außenstadt). Er ist von der Münchener Str. aus (Bundesstraße 8) über die Verlängerung Schwanstetter Str. (Staatsstraße 2406) zu erreichen. Von einem Parkplatz kurz vor Worzeldorf führt ein Waldweg in etwa 10 Gehminuten zum Steinbruch.

## Unterschutzstellung
Der Hohlsteinbruch ist das einzige flächenhafte Naturdenkmal in Nürnberg, neben den geschützten Einzelbäumen, Baumreihen und Alleen. Der Holsteinbruch ist Teil des Landschaftsschutzgebiets Worzeldorfer Berg–Glasersberg (LSG-00536.03). Der Steinbruch und die angrenzenden Waldflächen des Glasersberges sind als europäisches FFH-Gebiet Kornberge bei Worzeldorf geschützt. Als Erhaltungsziel sind die Gelbbauchunke (Bombina variegata) neben den arten- und strukturreichen Waldbeständen benannt.
Der Steinbruch mit seinen Nebenflächen stellt den letzten Lebensraum der Gelbbauchunke (Bombina variegata) in Nürnberg dar. Die gefährdete und streng geschützte Amphibienart kommt in den temporären Klein- und Kleinstgewässern des Flächennaturdenkmals vor, welche als Laichgewässer genutzt werden. Durch die Spezialisierung auf dynamische Lebensräume, in welchen immer wieder neue Tümpel bzw. Kleingewässer entstehen, findet die Art in diesem Sekundärlebensraum geeignete Standortbedingungen. Die Gelbbauchunke besiedelt die neu entstehenden und vegetationsarmen Lebensräume und Gewässer des Steinbruchs, da in diesem Stadium die Flächen für die anderen Tierarten noch nicht attraktiv sind.

## Geschichte
Geologisch vor ca. 200 Millionen Jahren, in der Keuperzeit, entstand der Wendelsteiner Höhenzug, der sich von Worzeldorf weit über Wendelstein hinaus erstreckt. Geschichtlich wird er „Kornberg“ genannt. Der Ort wird 1450 in einem Bergbuch als „Hohe Stein“ erstmals schriftlich erwähnt. Zu dieser Zeit gab es acht Steingruben, später kamen noch zwei weitere Gruben dazu, der Glasersberg, genannt Mittelbruch und der Worzeldorfer „Holsteinbruch“. Über ein halbes Jahrtausend wurden auf dem Kornberg Quarzit und Burgsandstein, der Worzeldorfer Sandstein, abgebaut.
Gegen Ende des 18. Jahrhunderts gab es in Holstein ein Anwesen. Das Hochgericht übte das brandenburg-ansbachische Richteramt Kornburg aus. Das Waldamt Laurenzi der Reichsstadt Nürnberg war Grundherr des Anwesens und hatte die Dorf- und Gemeindeherrschaft.
Im Rahmen des Gemeindeedikts wurde 1808 Holsteinbruch dem Steuerdistrikt Großschwarzenlohe, II. Sektion und der 1818 gebildeten Ruralgemeinde Kleinschwarzenlohe zugeordnet. Mit dem Bau des Ludwig-Donau-Main-Kanals als Transportweg erlebten die Steinbrüche ab 1827 nochmals einen kräftigen Aufschwung. Noch 1883 beschäftigten fünf Brüche 80 Arbeiter. Nach 1892, jedoch vor 1904 wurde Holsteinbruch nach Worzeldorf (Bezirksamt Schwabach) umgemeindet.
Durch die Zerstörung Nürnbergs im Zweiten Weltkrieg und den Wiederaufbau wurde der Holsteinbruch noch einmal kräftig aufgewertet. Die Bedeutung der Steinbrüche rührt von dem dort vorkommenden Quarzitstein, der in seiner Farbenvielfalt auch heute noch sehr gefragt ist. Im begrenzten Umfang wird noch heute am Hofmannsbruch der harte Quarzit hydrothermalen Ursprungs und der Burgsandstein abgebaut. Er wird hauptsächlich noch für Fassadenverkleidungen und für Ausbesserungsarbeiten an historischen Gebäuden eingesetzt. Der stillgelegte Rest des Steinbruchs steht unter Naturschutz.
Am 1. Juli 1972 wurde Holsteinbruch im Zuge der Gebietsreform in Bayern nach Nürnberg eingegliedert. Zwischen 1970 und 1987 ist der Ort zur Wüstung geworden.

### Einwohnerentwicklung
| Jahr      | 001840 | 001861 | 001871 | 001885 | 001900 | 001925 | 001950 | 001961 | 001970 | 001987 |
| Einwohner | 4      | 8      | 5      | 3      | 9      | 5      | 13     | 10     | 3      | †      |
| Häuser    | 1      |        |        | 1      | 1      | 1      | 2      | 2      |        | †      |
| Quelle    | [ 16 ] | [ 17 ] | [ 18 ] | [ 19 ] | [ 20 ] | [ 21 ] | [ 22 ] | [ 23 ] | [ 24 ] | [ 25 ] |

### Religion
Die Einwohner evangelisch-lutherischer Konfession waren nach St. Nikolaus (Kornburg) gepfarrt.